# Irvin L. Child
Irvin Long Child (* 11. März 1915 in Deming, New Mexico; † 27. Oktober 2000 in Arlington, Massachusetts) war ein US-amerikanischer Psychologe und emeritierter Hochschullehrer, der zuletzt an der Yale University gelehrt und geforscht hat.

## Leben
Geboren in New Mexico, wuchs er in El Paso und in Los Angeles auf. Seinen B.A. erwarb er an der University of California, Los Angeles. Jahr 1935 kam er an die Ostküste. Nachdem er 1939 an der Yale University in Psychologie (Ph.D.) promoviert hatte, lehrte er zwei Jahre lang in Cambridge an der Fakultät für Psychologie der Harvard University. Nach einem einjährigen Aufenthalt in Costa Rica mit seiner Frau Alice Blyth Child, die dort ein Anthropologiestudium absolvierte, kehrte er 1942 nach Yale zurück und lehrte dort bis zu seiner Pensionierung im Jahr 1985.
Er verstarb am 27. Oktober im Park Avenue Nursing and Rehabilitation Center in Arlington, Massachusetts an einer Bluterkrankung des Knochenmarks.

## Werk
Zu seinen frühen Werken gehören „Italian or American?“, eine Studie über italienisch-amerikanische Familien in New Haven, Connecticut. Dabei wird eine zusammenfassende Beschreibung derjenigen Aspekte des kulturellen Konflikts und der sozialen Organisation der Gemeinschaft gegeben, die für die Anpassung der Mitglieder der zweiten Generation am wichtigsten sind. Es wird gezeigt, dass soziale Faktoren bei der typischen Person der zweiten Generation zu charakteristischen, wiederkehrenden Motivkonflikten führen. Drei allgemeine Arten der Konfliktlösung, die als rebellische, gruppeninterne und apathische Reaktionen bezeichnet werden, werden skizziert und illustriert. Diese drei Typen werden dahingehend verglichen, was der Einzelne durch die Wahl des jeweiligen Typs gewinnt und verliert. Die Ergebnisse der Studie werden auf allgemeinere Probleme der Akkulturation und des Verhältnisses zwischen Individuum und Gruppe bezogen und in einem letzten Abschnitt auf praktische soziale Probleme angewandt, die durch die Vielfalt des nationalen Hintergrunds der Amerikaner entstehen.
Seine weiteren Arbeiten konzentrierten sich auf Entwicklungs- und Veränderungsprozesse in der menschlichen Persönlichkeit und führten ihn über die damals gängigen Ansichten hinaus, die versuchten, Verhalten weitgehend oder ausschließlich im Sinne von einfachen Konzepten von „Natur“ und „Erziehung“ zu interpretieren. Im Gegensatz dazu betonte er in seinen eigenen Arbeiten immer wieder den Einfluss des kulturellen Kontextes. Das wohl bekannteste seiner Werke auf diesem Gebiet war das Buch aus dem Jahr 1953, das er gemeinsam mit seinem Schwager, dem Harvard-Anthropologen John W. M. Whiting, verfasste: „Child Training and Personality: A Cross-Cultural Study.“ In dieser Veröffentlichung wurden Daten über 75 Gesellschaften ausgewertet, die hauptsächlich aus den „Human Relations Area Files“ des „Institute of Human Relations“ stammen; dabei wollten die Autoren psychoanalytische Thesen über Kinder testen, beispielsweise, ob es einen Zusammenhang zwischen oralen und analen Erziehungspraktiken und dem späteren Umgang mit Aggressionen und der Entwicklung von Unabhängigkeit gibt. Sie konnten nachweisen, dass verschiedene allgemeine Merkmale kulturell homogener Gruppen, wie z. B. die in ihren Volksmärchen vorkommenden Themen, ihr Alkoholkonsum und charakteristische Formen antisozialen Verhaltens, aus ihren Erziehungspraktiken vorhergesagt werden können.
In den 1960er Jahren begann er mit Veröffentlichungen über die Quellen des ästhetischen Urteils, einschließlich seiner Abhängigkeit von Faktoren wie Ausbildung, Alter, Persönlichkeitsmerkmalen und kulturellem Hintergrund. Sein Interesse an der Ästhetik war nicht nur beruflicher, sondern auch persönlicher Natur, da er als Amateur-Töpfer, -Maler und -Fotograf Talent tätig war. In seinem Werk „Humanistic Psychology and the Research Tradition“ wird das sein tiefgreifendes Interesse an Ästhetik und Parapsychologie zusammenfassend dargestellt. In Bezug auf die Parapsychologie war ihm bewusst, dass die kulturübergreifende Literatur voll von anekdotischen Belegen von psihafte Ereignissen ist, aber im Zuge der Ausarbeitung eines Kapitels über außersinnliche Wahrnehmungen in dem Buch „Humanistic Psychology and the Research Tradition“ begann er, die experimentelle Literatur auf dem Gebiet der Parapsychologie auszuwerten. Er entdeckte 1972 den außergewöhnlichen Probanden Bill Delmore, damals Student im ersten Jahr an der Yale Law School, und ermutigte ihn, an den experimentellen Arbeiten des Instituts für Parapsychologie teilzunehmen. Er war allerdings kein besonders psifördernder Experimentator und wandte sich in späteren Jahren zunehmend historischen, methodischen und statistischen Fragen der Psi-Forschung zu und versuchte, eine Annäherung zwischen der Parapsychologie und dem Rest der Psychologie zu fördern.
In den 1990er Jahren arbeitete er zusammen mit seiner Frau und Anthropologin Alice Blyth Child an dem Werk „Religion and Magic in the Life of Traditional Peoples“. Hier wird ein vergleichender Überblick über die Religionen traditioneller Gesellschaften und ihr Nutzen für die Menschen gegeben. Dabei werden mystische Kräfte und ihre Quellen, Tiere und Pflanzen in der Religion, übernatürliche Wesen, Zauberei, Krankheit und Heilung, Tod und Leben nach dem Tod und Feste abgehandelt.

## Ehrungen/Positionen
- 1981: Präsident der Parapsychological Association
- Treuhänder der American Society for Psychical Research
- 1971–1973: Präsident der International Association for Empirical Aesthetics
- 1966–1967: Präsident der APA-Abteilung für Psychologie und Kunst
- 1958 und 1959: Fellow am Center for Advanced Study in Behavioral Sciences der Stanford University in Palo Alto
- 1956–1957: Präsident der Division on Developmental Psychology der American Psychological Association

## Privates
Er war verheiratet mit der promovierten (Ph.D.) Anthropologin Alice Blyth Child (* 1918, † 1997); mit ihr verfasste er das Buch Religion and Magic in the Life of Traditional Peoples. Das Paar bekam zwei Kinder: Der Sohn Richard Child lebte dann in Watertown und die Tochter Pamela Colman verstarb vor ihrem Vater. Die Familie verbrachte viele Sommer auf der Insel Martha’s Vineyard, dem Geburtsort seines Schwagers John W. M. Whiting, in einem Sommerhaus, das sie am Ufer des Tisbury Great Pond mit gebaut hatten. Er war 1998 nach dem Tod seiner Frau nach Newton gezogen.

## Publikationen (Auswahl)
Monografien
- Mit Alice B. Child: Religion and Magic in the Life of Traditional Peoples. Prentice Hall, Eaglewood Cliffs, New Jersey 1993, ISBN 978-0-13-012451-7.
- Mit Edward Zigler; Michael E. Lamb: Socialization and personality development (2nd ed.). Oxford University Press, New York, 1982.
- Humanistic Psychology and the Research Tradition: Their several virtues. Wiley, New York 1973.
- Mit John W. M. Whiting: Child Training and Personality. Yale University Press, New Haven, Conn. 1953.
- Italian or American? The second generation in conflict. Yale University Press, New Haven, Conn. 1943.

Zeitschriftenartikel
- Observation versus theory in parapsychology. Behavioral and Brain Sciences, 1987 10 (4), S. 577–577.
- Psychology and anomalous observations: The question of ESP in dreams. In: American Psychologist, 1985, 40 (11), S. 1219–1230.
- Exposure to Better and Poorer Art. The Journal of Aesthetic Education, 1968 2 (1), S. 111.
- Exploring the Teaching of Art Values. The Journal of Aesthetic Education, 1966, 1 (2), S. 41.
- Mit Ian K. Waterhouse: Frustration and the quality of performance: II. A theoretical statement. Psychological Review, 1953, 60 (2), S. 127–139.
- Mit Leonard W. Doob: Factors Determining National Stereotypes. In: The Journal of Social Psychology 1943, (17, 2), S. 203–219. doi:10.1080/00224545.1943.9712278